# 曼蒂涅米

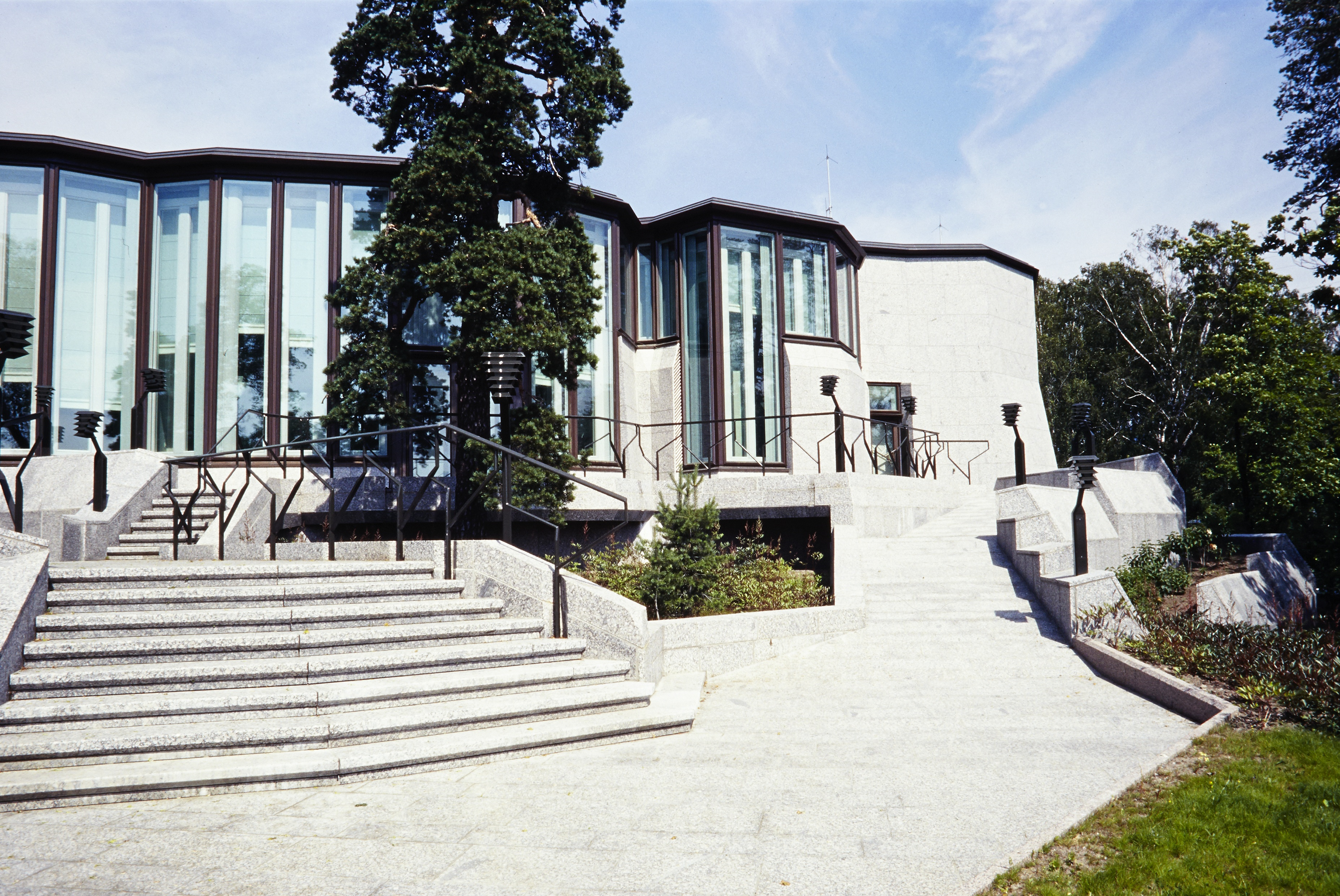
芬兰总统官邸之一：曼蒂涅米

曼蒂涅米（芬蘭語：Mäntyniemi）是芬兰总统的三个官邸之一，另外两个为芬兰总统府和夏季别墅黄金海岸。曼蒂涅米建成于1993年。有四位芬兰总统在这里居住过：毛诺·科伊维斯托、马尔蒂·阿赫蒂萨里、塔里娅·哈洛宁及绍利·尼尼斯托。